# Defensa Abbazia
|       |       |       |       |       |       |       |       |       |  |
|       | a8 rd | b8 nd | c8 bd | d8 qd | e8 kd | f8 bd | g8 nd | h8 rd |  |
| a7 pd | b7 pd | c7 pd | d7 pd | e7 pd | f7 pd | g7 pd | h7 pd |       |  |
| a6    | b6    | c6    | d6    | e6    | f6    | g6    | h6    |       |  |
| a5    | b5    | c5    | d5 pd | e5    | f5    | g5    | h5    |       |  |
| a4    | b4    | c4    | d4    | e4    | f4 pl | g4 pd | h4    |       |  |
| a3    | b3    | c3    | d3    | e3    | f3 nl | g3    | h3    |       |  |
| a2 pl | b2 pl | c2 pl | d2    | e2    | f2 pl | g2 pl | h2 pl |       |  |
| a1 rl | b1 nl | c1 bl | d1 ql | e1 kl | f1 bl | g1 nl | h1 rl |       |  |
|       |       |       |       |       |       |       |       |       |  |

Posición final
La Defensa Abbazia es una apertura de ajedrez, una de las muchas variantes que se pueden jugar en contra del Gambito de Rey. Constituye una de las variantes del Gambito de Rey Aceptado, (es decir, aceptando capturar al peón que las blancas ofrecen en estas aperturas).

## Origen y formación
Fue ensayada en un torneo celebrado en la ciudad de Abbazia (entonces ciudad italiana, después incorporada a Yugoslavia con el nombre de Opatjia) en 1912. Es una de las variantes modernas. Sus jugadas son:
```
1.e4 e5 2.f4 exf4 3.Cf3 d5
```